# زار

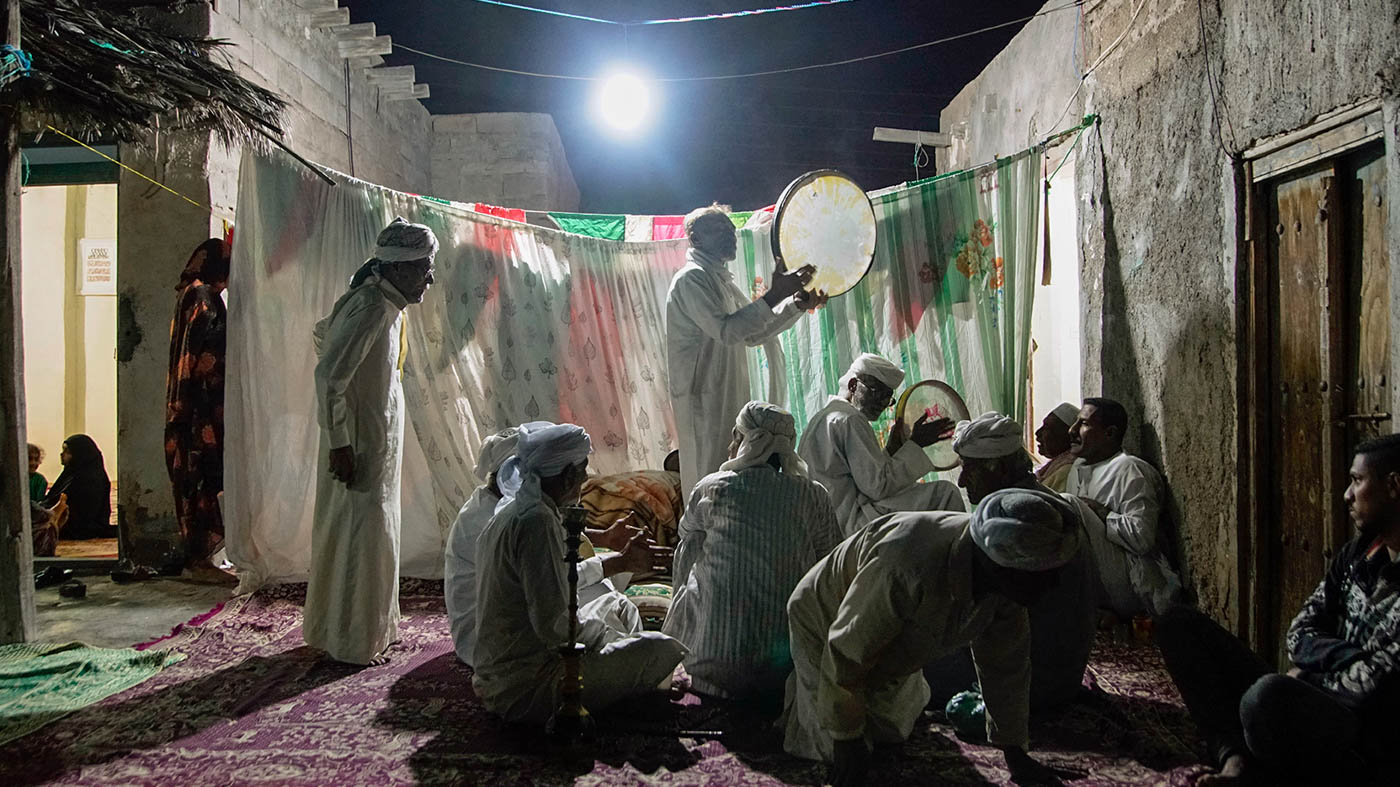
مراسم زار در جزیره هرمز

زار(اهل هوی، اهل هوا) در زبان فارسی به معنی حالت آشفته و نزار و خراب است، اما به صورت اصطلاحی نام یکی از موجودات ماورایی در جنوب ایران و کرانه‌های خلیج فارس است. ریشه افسانه‌های پیرامون زار از قارهٔ آفریقا ست. برگزارکنندگان مراسم زار با نواختن طبل‌ها، دهل‌ها یا دمام‌هایشان، و سوزاندن بخور زار، افراد را به یک شوریدگی جذبه‌گونه دچار می‌سازند.
زیر مجموعه اهل هوا
1. مشایخ
2. سادات

۳نوبان
1. زار
2. بانیان
3. جنو
4. دینگمارو
5. بحری
6. جنگلی

و و
کسانی که درمراسم اهل هوا فعالیت می‌کنند باید آداب اولیه و احترامات کافی در مورد آن مطالعه بفرمایند وگرنه ممکن است با حرکتی غیرعمد باعث ناراحتی شیوخ زار شوند.